# Castillo de Moncada
El Castillo de Moncada era un castillo de origen medieval que estaba situado en la cima del cerro de Moncada y Reixach (provincia de Barcelona). Felipe V de España ordenó la demolición, pero no fue definitiva hasta 1917, cuando todavía contaba con una sólida torre redonda, que fue derruida junto con el santuario de Santa María de Montcada.

## Historia
La primera referencia documental data del año 1023, se menciona como castro de Montekandano, y es uno de los castillos que la condesa Ermesenda de Carcasona dio como prenda y garantía de mantener la paz a su hijo Berenguer Ramón I. Por esta época se menciona como uno de los barones de la corte del conde Ramón Borrell un Ramon de Moncada, que le sucedió su hijo Guillermo Ramon II "el Senescal". Él y su hermano Asbert fueron partidarios de Ramón Berenguer II contra Berenguer Ramón II. El año 1102, Guillermo Ramon II murió sin hijos, le sucedieron sus sobrinos Berenguer Ramon y Guillem Ramon III, hijos de Asbert. Ese mismo año, Berenguer Ramon de Montcada confió la custodia del castillo a Ramon Mir.

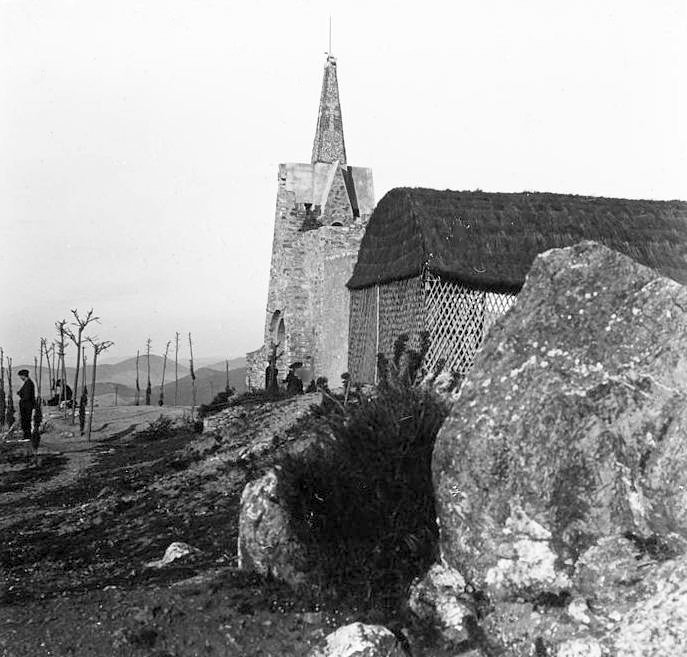
El santuario de Santa María de Montcada en 1913.

El año 1148, Guillermo Ramon I de Montcada  contribuyó a la conquista de Tortosa, y Ramón Berenguer IV de Barcelona le concedió la tercera parte de la ciudad; cuando conquistó la ciudad de Lérida, le otorgó el palacio de Moncada, en el barrio de la Suda, entre otros inmuebles. Cuando este murió en el año 1173, todo su patrimonio pasó a su hijo Ramón, y más tarde, a su nieto también Ramón, este último más tarde se llamó Guillem Ramon, quien se casó el año 1189 con Guillerma de Castellvell, bisnieta Ramón Berenguer "el Grande".
En 1194, Guillermo Raimundo asesinó el arzobispo de Tarragona, Berenguer de Vilademuls, tío de su mujer, una hipótesis que explicaría este hecho podría relacionarse con una cuestión de herencia. Los jueces papales dictaron una sentencia dura y Guillermo Raimundo abandonó el país.
En 1215, murió Gastón VI de Bearne, hermano de Guillermo Raimundo, sin descendencia, entonces este último obtuvo el título de vizconde de Bearn, donde trasladarse en 1220, murió cuatro años más tarde a Auloron . Tras el crimen, en 1202, el rey Pedro II de Aragón, desde Montpellier, dio a Guillermo II de Bearne (hijo) todos los castillos que habían sido encomendados al Gran Senescal.
El 1225, Guillermo Ramon de Montcada, vizconde de Bearne y señor de Moncada estaba casado con Garsenda, condesa, hija de Alfonso II de Provenza y de Garsenda de Sabran. Ese mismo año vendió el castillo de Sant Marçal, entre otras pertenencias. En 1229, Guillermo y su primo Ramon murieron en la batalla de Portopí. Le sucedió su hijo Gastón VII de Bearne, pero como todavía era pequeño, quedó bajo la tutela de su madre Garsenda. El estado financiero de la casa de Moncada era deficitario, debía satisfacer muchas deudas, y en 1245 todavía no estaban todas resueltas.
Gastón VII de Bearne se casó em 1240 con Mata de Matha, hija de Bosón de Matha y de Petronila I de Bigorra, condesa de Bigorra. Gastón ayudó a Enrique III de Inglaterra contra los franceses, y por sus servicios obtuvo una pensión de 13.000 libras esterlinas. El 1250 cayó prisionero del conde de Leicester, pero recobró su libertad gracias a su parentesco con la reina Leonor .
Murió en el año 1290, dejando cuatro hijas, todas del primer matrimonio, Constanza, Margarita, Mata y Guillerma.
En otoño de 1291 se celebró el enlace entre Guillerma de Moncada y el infante Pedro, ella aportaba todo lo que poseía tanto en franco alodio como en haga en Cataluña, Mallorca, Vasconia y Aragón y él le hizo donación de 40.000 maravedíes alfonsinos de oro, y le prometió salvar todos los castillos y tierras, estos morabatins los habían de heredar los hijos de este matrimonio y, en caso de no tener sucesión, el rey Jaime II de Aragón. En el año 1296 murió el infante Pedro de epidemia y Guillerma en 1309, su patrimonio pasó a su sobrino Gastón de Frazensac, hijo segundo de su hermana Mata y del conde de Armagnac.
En 1311, un convenio entre las casas de Armagnac y Foix hizo que Gastón de Foix fuera nuevo señor de Moncada. Le sucedió su hijo Roger Bernat de Foix en 1315, trece años más tarde se casó con Constanza de Luna, al morir en 1350, le sucedió su hijo Roger Bernat II, este vendió el castillo de Arraona y la ciudad de Sabadell a la reina Leonor, esposa de Pedro IV de Aragón, en 1366. En el censo de 1365-1370 el castillo  contaba con 64 fuegos, en esta época pertenecía a la reina Leonor de Sicilia.
El año 1387, el rey Juan I de Aragón lo incorporó a la Corona, tres años más tarde lo vendió a la ciudad de Barcelona junto con el haz de Cervelló, por 131.000 florines barceloneses. El año 1401, Nicolás Savio era guarda del castillo, con un salario de 15 libras al año. A mediados del siglo XV, el castillo seguía siendo de propiedad de Barcelona, los consejeros proveían de alcalde, castellano y guarda.
El año 1462, fue ocupado por los partidarios del rey Juan II de Aragón, pero la host barcelonesa comandada por los consejeros Esteve Mir y Pedro Julián, lo sitió y cayó el 28 de diciembre de ese mismo año.
En 1713, Felipe V de España ordenó la demolición del castillo, y más tarde se dio permiso a la gente del pueblo de usarlo de cantera.